# Koregencja
Koregencja – sytuacja, w której rolę monarchy (koregenta) o równorzędnej pozycji i władzy, sprawują dwie osoby z powodu np. choroby, dłuższej nieobecności lub małoletniości władcy. Inne sytuacje, na mocy których występuje koregencja to: porozumienie dwóch rywalizujących o tron władców, koronacja syna monarchy za życia ojca (vivente rege), czy też wyniesienie praw do korony z małżeństwa (iure uxoris). Koregencja nie występuje w przypadku, gdy mąż władczyni zostaje księciem małżonkiem.

## Przykłady koregencji
- Święte Cesarstwo Rzymskie/Królestwo Niemiec:
  - Karol Wielki i jego syn Ludwik I Pobożny na tronie cesarskim (lata 813–814)
  - Fryderyk Piękny i Ludwik IV na tronie królewskim, na mocy porozumienia (lata 1325–1330)
  - wszyscy władcy koronowani na króla Rzymian za życia cesarza
- Królestwo Polskie:
  - Jadwiga i Władysław Jagiełło, jako król iure uxoris (lata 1386–1399)
  - Zygmunt Stary i Zygmunt August, koronowany za życia ojca (lata 1530–1548)
- Cesarstwo rzymskie
  - władcy rządzący w ramach systemu tetrarchii
- Starożytny Egipt
  - Amenemhat I i Sezostris I (około 10 lat)
- Cesarstwo Bizantyjskie:
  - Arkadiusz i Teodozjusz II (lata 402–408)
  - Konstantyn VII, Roman I Lekapen, Konstantyn Lekapen, Krzysztof Lekapen i Stefan Lekapen sprawowali formalnie władzę razem (lata 925–944)
- Księstwo Andory
  - w państwie tym od początku jego istnienie głową państwa jest dwóch współksiążąt